# Protestantse kerk van Calais
De Protestantse kerk van Calais (Frans: Temple protestant de Calais) is een protestants kerkgebouw in de Franse stad Calais, gelegen aan de Rue du temple 11.
Het is een kerk van de Église protestante unie de France (Verenigde protestantse kerk van Frankrijk). Dit kerkgebouw werd in 1934 in gebruik genomen.
Het is een in beton uitgevoerd gebouw op vierkante plattegrond, met art deco-elementen aan de gevel. Er zijn drie grote rechthoekige ramen en boven het portaal is een sculptuur die een boek (de Bijbel) voorstelt, omringd door een stralenkrans, en de tekst: EGLISE REFORMEE.
Het orgel werd vervaardigd door de firma F.H. Brown and Sons uit Canterbury uit 1890, dat oorspronkelijk in de Anglicaanse kerk dienst deed, maar in 1934 in deze kerk werd geplaatst.